# Love Sex Magic
«Love Sex Magic» — песня американской певицы Сиары с её третьего студийного альбома Fantasy Ride (2009). Композиция записана совместно с американским певцом Джастином Тимберлейком. Авторами песни являются Джастин Тимберлейк, его продюсерская команда The Y’s и Майк Элизондо. The Y’s и Элизондо также выступили продюсерами трека. Песня была выпущена как первый международный сингл с альбома Fantasy Ride и стала вторым синглом с альбома, выпущенным в США.
Композиция значительно отличается от предыдущих работ Сиары, поскольку не является ни балладой, ни треком, в котором преобладают элементы кранка. «Love Sex Magic» — песня в стиле данс-попа с элементами R&B и фанка, в которой местами преобладает звучание гитар 1970-х годов. Многие критики отметили сходство между песней и музыкой на альбоме Тимберлейка FutureSex/LoveSounds. Песня получила смешанные отзывы критиков, которые высоко оценили фанк- и ретро-стиль трека и сотрудничество Сиары и Тимберлейка. Позже композиция была номинирована на 52-ю премию «Грэмми» в категории «Лучшее совместное вокальное поп-исполнение».
Сингл достиг десятой позиции в чарте Billboard Hot 100. Таким образом, песня стала одним из хитов Сиары, попавших в топ-10 чарта: пятым по счёту, где она является основной исполнительницей, восьмым, записанным в сотрудничестве с другими исполнителями, и первым с момента выхода сингла «Get Up» в 2006 году. Как международный сингл, он попал в топ-10 чартов таких стран, как Австралия, Канада, Франция, Германия, Новая Зеландия, Республика Ирландия, Швеция, Швейцария и Великобритания. Видеоклип на песню также был снят в ретро-стиле. Действие в клипе происходит на шоу в кабаре Crazy Horse. В нём показываются Тимберлейк, Сиара, и некоторые виды прелюдий, а также танец Сиары. Видео было номинировано на премию MTV Video Music Awards 2009 в категории «Лучшая хореография». Сиара исполняла композицию в нескольких телешоу, включая The Ellen DeGeneres Show и Saturday Night Live, где исполнила её с Тимберлейком.

## Реакция критиков
Ден Дженно из Yahoo! Music UK посчитал, что песня «позволила Сиаре стать одной из исполнительниц, исполняющих песни о сексе, которые стали наиболее востребованы в поп-музыке после выхода сольного альбома Джастина Тимберлейка FutureSex/LoveSounds», назвав её «большим хитом года». Дженно также назвал композицию «яркокрасочной» и «главным украшением» альбома Fantasy Ride. По мнению рецензента Digital Spy Ника Левина, «трек настолько же сексуален, как и промоклип», и прокомментировал, что «Сиара и Тимберлейк мурлычат в песне, и если не заметить весь этот каламбур, то песня будет казаться лучше, чем вы думаете. В общем, „Love Sex Magic“ бесспорно замечательная песня». Лаурен Картер из Boston Herald отметил, что «это, конечно, не абсолютная магия, но она завлекает вас». Джереми Медина из Entertainment Weekly посчитал, что «сотрудничество с Джастином Тимберлейком гарантирует высокие места в чартах. Сиара также хорошо себя проявила». Медина также назвал композицию ранним кандидатом на «летний хит».

## Список композиций
| - Немецкий макси-сингл 1. Love Sex Magic — 3:40 2. Love Sex Magic (Инструментальная версия) — 3:40 3. Love Sex Magic (PokerFace Club Mix) — 4:19 4. Love Sex Magic (Jason Nevins Sex Club Radio Mix) — 3:28 5. Love Sex Magic (Видеоклип) — 3:40 | - Британский и европейский CD-сингл 1. Love Sex Magic — 3:40 2. Go Girl (совместно с T-Pain) — 4:29 |

## Участники записи
- Сиара — вокал
- Джастин Тимберлейк — вокал, продюсирование, автор песни, инструментовка, музыкальное программирование
- Джеймс Фонтлерой — продюсирование, автор песни, вмузыкальное программирование
- Робин Тэдросс — продюсирование, автор песни, инструментовка, музыкальное программирование
- Майк Элизондо — продюсирование, автор песни, музыкальное программирование
- Спайк Стент — микширование

Песня записана на студии «Henson Recording Studios» в Лос-Анджелесе.

## Чарты и сертификации
| Чарт (2009)                  | Высшая позиция |
| ---------------------------- | -------------- |
| Австралия                    | 5              |
| Австрия                      | 17             |
| Бельгия (Фландрия)           | 19             |
| Бельгия (Валлония)           | 17             |
| Канада                       | 6              |
| Дания                        | 12             |
| Европа                       | 6              |
| Финляндия                    | 23             |
| Франция                      | 8              |
| Венгрия                      | 11             |
| Ирландия                     | 4              |
| Япония                       | 15             |
| Нидерланды                   | 26             |
| Новая Зеландия               | 6              |
| Швеция                       | 4              |
| Швейцария                    | 9              |
| Великобритания               | 5              |
| США                          | 10             |
| США (Dance/Mix Show Airplay) | 16             |
| США (Hot Dance Club Songs)   | 18             |
| США (Hot R&B/Hip-Hop Songs)  | 18             |
| США (Mainstream Top 40)      | 14             |
| США (Rhythmic Airplay)       | 13             |

| Чарт (2009)    | Высшая позиция |
| -------------- | -------------- |
| Австралия      | 46             |
| Венгрия        | 58             |
| Швейцария      | 86             |
| Великобритания | 53             |

| Страна         | Сертификация |
| -------------- | ------------ |
| Австралия      | платиновый   |
| Новая Зеландия | золотой      |
| Великобритания | серебряный   |